# Гойя (премия, 1990)
IV церемония вручения премии «Гойя» состоялась 10 марта 1990 года в мадридском Дворце конгрессов. Ведущие — Кармен Маура и Андрес Пахарес.

## Номинации

### Главные премии
| Лучший фильм | Лучший режиссёр |
| --- | --- |
| - Сон безумной обезьяны / El sueño del mono loco - Эскилаче / Esquilache - Море и погода / El Mar y el tiempo - Лунный мальчик / El Nino de la luna - Монтойя и Тарано / Montoyas y Tarantos | - Фернандо Труэба — Сон безумной обезьяны / El sueño del mono loco - Висенте Аранда — Если они скажут, что ты чувствуешь / Si te dicen que caí - Фернандо Фернан Гомес — Море и погода / El Mar y el tiempo - Хосефина Молина — Эскилаче / Esquilache - Агусти Вильяронга — Лунный мальчик / El Nino de la luna |
| Лучший актёр | Лучшая актриса |
| - Хорхе Санс — Если они скажут, что ты чувствуешь / Si te dicen que caí - Фернандо Фернан Гомес — Эскилаче / Esquilache - Фернандо Фернан Гомес — Море и погода / El mar y el tiempo - Хуан Диего — Тёмная ночь / La noche oscura - Альфредо Ланда — / El Río Que Nos Lleva                                                                    | - Рафаэла Апарисио — Море и погода / El Mar y el tiempo - Виктория Абриль — Если они скажут, что ты чувствуешь / Si te dicen que caí - Ана Белен — Полёт голубки / El vuelo de la paloma - Вероника Форке — Спуститься за покупками / Bajarse al moro - Анхела Молина — Дела сердечные / Las cosas del querer |
| Лучший актёр второго плана | Лучшая актриса второго плана |
| - Адольфо Марсильяк — Эскилаче / Esquilache - Хуан Эчанове — Полёт голубки / El vuelo de la paloma - Хуан Луис Гальярдо — Полёт голубки / El vuelo de la paloma - Фернандо Гильен — Тёмная ночь / La noche oscura - Мануэль Уэте — Полёт голубки / El vuelo de la paloma - Энрике Сан Франсиско — / El Baile del Pato                          | - Мария Аскерино — Море и погода / El Mar y el tiempo - Мария Барранко — Нужные вещи / Las cosas del querer - Чус Лампреаве — Спуститься за покупками / Bajarse al moro - Ампаро Ривельес — Эскилаче / Esquilache - Конча Веласко — Эскилаче / Esquilache |
| Лучший оригинальный сценарий | Лучший адаптированный сценарий |
| - Лунный мальчик / El Nino de la luna — Агусти Вильяронга - / Amanece, que no es poco — Хосе Луис Куэрда - / El Baile del Pato — Мануэль Иборра - Полёт голубки / El vuelo de la paloma — Рафаэль Аскона и Хосе Луис Гарсия Санчес - Дела сердечные / Las cosas del querer — Хайме Чаварри, Фернандо Коломо, Ласаро Ирасбаль и Антонио Ларетта | - Сон безумной обезьяны / El sueño del mono loco — Маноло Матхи, Менно Мейхес и Фернандо Труэба - Эскилаче / Esquilache — Хосефина Молина, Жоакин Ористрель и Хосе Самано - Спуститься за покупками / Bajarse al moro — Фернандо Коломо, Хосе Луис Алонсо де Сантос и Жоакин Ористрель - Если они скажут, что ты чувствуешь / Si te dicen que caí — Висенте Аранда - Море и погода / El Mar y el tiempo — Фернандо Фернан Гомес |
| Лучший режиссёрский дебют | Лучший мультипликационный фильм |
| - Ана Диэс — / Ander eta Yul - Кристина Андреу — / Brumal - Изабель Койшет — Слишком стар чтобы умереть молодым / Demasiado viejo para morir joven - Сантьяго и Теодоро Риос — / Guarapo - Ксавьер Вильяверде — / Continental | - Бременские музыканты / Los cuatro músicos de Bremen |
| Лучший иностранный фильм на испанском языке | |
| - Красотка из «Альгамбры» / La Bella del Alhambra • Куба - / Aventurera • Венесуэла | |

### Другие номинации
| Лучшая операторская работа | Лучший монтаж |
| --- | --- |
| - Сон безумной обезьяны / El sueño del mono loco — Хосе Луис Алькайне - Тёмная ночь / La noche oscura — Теодоро Эскамилья - Эскилаче / Esquilache — Хуан Аморос - Монтойя и Тарано / Montoyas y Tarantos — Теодоро Эскамилья - Лунный мальчик / El Nino de la luna — Хауме Перакаула | - Сон безумной обезьяны / El sueño del mono loco — Кармен Фриас - Тёмная ночь / La noche oscura — Педро дель Рей - Монтойя и Тарано / Montoyas y Tarantos — Хосе Антонио Рохо - Лунный мальчик / El Nino de la luna — Рауль Роман - Море и погода / El Mar y el tiempo — Пабло Гонсалес дель Амо |
| Лучшая работа художника | Лучший продюсер |
| - Эскилаче / Esquilache — Хавьер Артиньяно и Рамиро Гомес - Если они скажут, что ты чувствуешь / Si te dicen que caí — Хосеп Росель - Лунный мальчик / El Nino de la luna — Франсеск Кандини - Дела сердечные / Las cosas del querer — Луис Санс - Сон безумной обезьяны / El sueño del mono loco — Пьер-Луи Тевен | - Сон безумной обезьяны / El sueño del mono loco — Хосе Лопес Родеро - Эскилаче / Esquilache — Марисоль Карнисеро - Спуститься за покупками / Bajarse al moro — Андрес Сантана - Лунный мальчик / El Nino de la luna — Сельма Баккар, Адольфо Кора, Хайме Фернандес-Сид, Чаттаб Гарби и Франсиско Вильяр - Море и погода / El Mar y el tiempo — Андрес Сантана |
| Лучший звук | Лучшие спецэффекты |
| - Монтойя и Тарано / Montoyas y Tarantos — Антонио Блок, Франсиско Перамос и Мануэль Кора - / Amanece, que no es poco — Карлос Фаруоло, Франсиско Перамос и Мануэль Кора - Спуститься за покупками / Bajarse al moro — Мигель Анхель Поло и Энрике Молинеро - Море и погода / El Mar y el tiempo — Хильес Ортион и Эдуардо Фернандес - Сон безумной обезьяны / El sueño del mono loco — Хеорхес Прат, Пабло Бланко и Эдуардо Фернандес - Тёмная ночь / La noche oscura — Хильес Ортион и Карлос Фаруоло | - / La grieta — Колин Артур, Басилио Кортихо и Карло де Марчис - / Amanece, que no es poco — Рейес Абадес - Тёмная ночь / La noche oscura — Рейес Абадес - Лунный мальчик / El Nino de la luna — Рейес Абадес, Анхель Алонсо, Басилио Кортихо и Эмилио Руис дель Рио - Сон безумной обезьяны / El sueño del mono loco — Кристиан Боурки |
| Лучшие костюмы | Лучший грим |
| - Лунный мальчик / El Nino de la luna — Монтсе Аменос и Исидро Прунес - Тёмная ночь / La noche oscura — Ана Альваргонсалес - Если они скажут, что ты чувствуешь / Si te dicen que caí — Марсело Гранде - Монтойя и Тарано / Montoyas y Tarantos — Альфонсо Барахас - Дела сердечные / Las cosas del querer — Хосе Мария Гарсия Монтес и Мария Луиса Сабала | - Лунный мальчик / El Nino de la luna — Хосе Антонио Санчес и Пакита Нуньес - Море и погода / El Mar y el tiempo — Хуан Педро Эрнандес и Хесус Монкуси - Сон безумной обезьяны / El sueño del mono loco — Хосе Антонио Санчес и Пакита Нуньес - Тёмная ночь / La noche oscura — Романа Гонсалес, Хосе Антонио Санчес, Мерседес Гильот и Хосефа Моралес - Дела сердечные / Las cosas del querer — Грегорио Рос и Хесус Монкуси - Монтойя и Тарано / Montoyas y Tarantos — Романа Гонсалес и Хосефа Моралес - Если они скажут, что ты чувствуешь / Si te dicen que caí — Часс Льач и Поли Лопес |
| Лучшая музыка | Лучший короткометражный фильм |
| - Монтойя и Тарано / Montoyas y Tarantos — Пако Де Лусия - Эскилаче / Esquilache — Хосе Ниэто - Спуститься за покупками / Bajarse al moro — Pata Negra - Дела сердечные / Las cosas del querer — Грегорио Гарсия Сегура - Сон безумной обезьяны / El sueño del mono loco — Антуан Дюамель | - / El Reino de Víctor - / El Número Marcado - / Kilómetro Cero: La Partida |

## Премия «Гойя» за заслуги
- Викториано Лопес Гарсия